# Páramos-Valles

Comarca de Páramos-Valles

Páramos-Valles és una comarca de la província de Palència, situada a la zona nord de la demarcació i al sud de la Montaña Palentina. Se subdivideix en dues zones Vega-Valdavia i Boedo-Ojeda.

## Municipis
- Alar del Rey
- Ayuela
- Báscones de Ojeda
- Buenavista de Valdavia
- Bustillo de la Vega
- Bustillo del Páramo de Carrión
- Calahorra de Boedo
- Collazos de Boedo
- Congosto de Valdavia
- Dehesa de Romanos
- Fresno del Río
- Herrera de Pisuerga
- La Puebla de Valdavia
- La Serna
- Lagartos
- La Vid de Ojeda
- Ledigos
- Loma de Ucieza
- Mantinos
- Micieces de Ojeda
- Olea de Boedo
- Olmos de Ojeda
- Páramo de Boedo
- Payo de Ojeda
- Pedrosa de la Vega
- Pino del Río
- Poza de la Vega
- Prádanos de Ojeda
- Quintanilla de Onsoña
- Renedo de la Vega
- Revilla de Collazos
- Saldaña
- San Cristóbal de Boedo
- Santa Cruz de Boedo
- Santervás de la Vega
- Santibáñez de Ecla
- Sotobañado y Priorato
- Tabanera de Valdavia
- Valderrábano
- Villabasta de Valdavia
- Villaeles de Valdavia
- Villalba de Guardo
- Villaluenga de la Vega
- Villameriel
- Villanuño de Valdavia
- Villaprovedo
- Villarrabé
- Villasila de Valdavia
- Villota del Páramo